# Mercator (tidskrift)
Mercator (tidskrift för Finlands näringsliv) var en svenskspråkig tidskrift som utkom i Finland 1906–1971. 
På sin tid var tidningen, som grundades av affärsmannen Amos Andersson, landets ledande affärsmedium. För att göra Finland känt bland det europeiska näringslivet utkom tidningen under 1910–1914 förutom på svenska även på tyska, 1910–1917 även på engelska, samt 1915–1917 på franska. Tillsammans med den finskspråkiga affärstidningen Kauppalehti gav Mercator ut den ryskspråkiga publikationen Ekonomist Finljandii under 1912–1917.
1946 införlivades Handels- och Finansbladet, grundat 1923 av Erik von Frenckell, med Mercator. År 1971 uppgick Meractor i tidskriften Forum för ekonomi och teknik (Affärsmagasinet Forum). 
Chefredaktör var Amos Anderson (1906-1936), från och med 1937 Per Nyström, från och med 1946 Göran Stjernschantz och från 1954 Eige Cronström.